# Петар Петровић (инжењер)
Петар С. Петровић (Крагујевац, 12. октобар 1934 — Београд, 9. септембар 2022) био је српски универзитетски професор и пројектант. Био је редовни професор на Грађевинском факултету Универзитета у Београду.
Био је један од најугледнијих пројектаната високих брана у Србији и бившој Југославији и значајна личност у историји Грађевинског факултета Универзитета у Београду.
Пројектовао је неке од најзначајнијих брана и хидроелектрана у СФРЈ, као што су брана "Ђердап 1" и "Мратиње" (идејни пројект), која је највиша југословенска хидротехничка грађевина (220 m).

## Биографија
Рођен је 1934. године у Крагујевцу. Гимназију је завршио у Београду 1953. године, а затим дипломирао на Грађевинском факултету Универзитета у Београду 1958. године.
Магистарски рад одбранио је 1969. године са тезом „Прилог теорији дебелих плоча“, а докторску дисертацију 1985. године са тезом „Нумеричко решење Ламеових једначина Теорије еластичности методом интегралних једначина“ на истом факултету.
Од 1958. до 1978. године радио је у предузећу "Енергопројект" (Београд) на радним местима до највишег пројектантског звања. Затим 1978. године прелази за директора ООУР „Хидроинжењеринг“ предузећа "Косовопројект" (Београд).
Од 1982. године је на Грађевинском факултету у Суботици, где је 1985. биран у звање ванредног, а 1986. у звање редовног професора за предмет Теорија површинских носача. Предавао је: Хидротехничке конструкције, Теорију конструкција 1, Теорију конструкција 2 и Теорију површинских носача.
На Грађевинском факултету Универзитета у Београду ради од 1987. у звању ванредног професора, а 1992. изабран је за редовног професора за групу предмета Хидротехничке конструкције. Предавао је на Одсеку за хидротехнику - Хидротехничке конструкције и Хидротехничке грађевине, а на Одсеку за конструкције - Основе хидротехничких конструкција, Хидротехничке конструкције 1 и 2 и Бетонске бране. На последипломској настави предавао је Бетонске бране, Лучне бране и Подземне хидротехничке конструкције.
У пензији је од 2000. године.
Преминуо је 2022. године.

## Научни и стручни рад
Професор Петровић се бавио научним и стручним радом из области теорије еластичности и хидротехничких конструкција, посебно брана. Дао је низ значајних остварења (решење Ламеових једначина, Матрични прорачун лучне бране, итд.), нека од њих по први пут у нашој земљи (галерија са затварачницом у телу давно завршене бране „Грахово“, водозахватна и излазна грађевина бране „Радоњић“, итд).
Био је један од најбољих познавалаца пројектовања и грађења бетонских брана у Србији.
Аутор је идејних решења за 63 објекта у оквиру 19 комплексних хидротехничких система, 52 идејна пројекта хидротехничких објеката и 94 главна и детаљна пројекта у оквиру 27 хидротехничких система, од којих је 63 објекта изведено. Осим пројектовања, за већину тих објеката је урадио све хидрауличке, статичке и динамичке прорачуне. Искуство је стицао у надзору и извођењу објеката у земљи и иностранству. Од изведених објеката најзначајнији су бетонска брана „Ђердап 1" и лучна брана „Мратиње“ (идејни пројект) - највиша југословенска хидротехничка грађевина (220 m).
Аутор је више радова објављених у стручним часописима, као и прве књиге-уџбеника из области хидротехничких конструкција на српском језику, објављене 1992. године, у издању Грађевинског факултета, под насловом „Хидротехничке конструкције“, као и „Хидротехничке конструкције - примери примене“.

### Научни радови
1. Предлог статичког прорачуна хидротехничких тунела под притиском. БУП “Енергопројект”-а, “Енергопројект”, pp. 33, Београд, 1963.
2. Примена матричног рачуна на статички прорачун лучне бране “Једна конзола и више лукова”, “Наше грађевинарство”, бр.10, pp. 1689–1699, Београд, 1966.
3. Прилог теорији дебелих плоча (магистарски рад), Грађевински факултет Универзитета у Београду, pp. 179, Београд, 1969.
4. Анализа дебелих плоча методом интегралних једначина, Зборник радова Х југословенског конгреса за рационалну и примењену механику, pp. 393–407, Башко поље, 1970.
5. Опште решење једначина Рајснерове теорије правоугаоних плоча, Зборник радова XI југословенског конгреса за рационалну и примењену механику, pp. 299–311, Башко поље, 1972.
6. Прилог прорачуну савијања слободно ослоњених правоугаоних плоча, Зборник радова XIII југословенског конгреса за рациокалну и примењену механи-ку, С1-16, pp. 12, Сарајево, 1976.
7. Скрипта из предмета Хидротехничке конструкције, pp. 130, Суботица, 1983.
8. Скрипта из предмета Теорија површинских носача, први део: Савијање плоча, pp. 172, Суботица, 1983.
9. Скрипта из предмета Теорија површинских носача, други	део: Плоче напрегнуте у својој равни, Суботица, 1984.
10. Нумеричко решење Ламеових једначина теорије еластичности методом интегралнх једначина (докторска дисертација), Грађевински факултет Универзитета у Београду, pp. 299, Београд, 1985.
11. Скрипта из предмета Хидротехничке конструкције, (проширена скрипта из 1983.), pp. 151, Суботица, 1985.
12. Теорија површинских носача, други део: Плоче напрегнуте у својој равни, pp. 157, Суботица, 1986.
13. Хидротехничке конструкције – први део, Грађевински факултет и “Наука”, pp. 467, Београд, 1992.
14. Прилог прорачуну филтрационог дела узгона, “Водопривреда”, бр. 153-155, pp. 5–22, Београд, 1995.
15. Примена Хајдинове методе на одређивање филтрационог дела узгона, Зборник радова научног скупа Механика, материјали и конструкције (Српска академија наука и уметности, Научни скупови, књига LXXXIII, Одељење техничких наука, Књига 2), pp. 259–266, Београд, 1996.
16. Хајдинова метода у прорачуну гравитационих бетонских брана (са мр Душаном Радојевићем, дипл. грађ. инж.), Зборник радова научног скупа Механика, материјали и конструкције (Српска академија наука и уметности, Научни скупови, књига LXXXIII, Одељење техничких наука, Књига 2), pp. 479–486, Београд, 1996.
17. Хидротехничке конструкције, примери примене I, Збирка задатака (са мр Душаном Радојевићем, дипл. грађ. инж.), Грађевински факултет Универзитета у Београду, pp. 232, Београд, 1997.
18. Хидротехничке конструкције – први део, друго издање са допунама, Грађевински факултет Универзитет у Београду, pp. 486, Београд, 1997.
19. Хидротехничке конструкције, примери примене V, Збирка задатака (са мр Душаном Радојевићем, дипл. грађ. инж.), Грађевински факултет Универзитета у Београду, pp. 165, Београд, 1997.
20. Хидротехничке конструкције, примери примене VI (са теоријом), Збирка задатака (са мр Владаном Кузмановићем, дипл. грађ. инж.), Грађевински факултет Универзитета у Београду, pp. 251, Београд, 2000.
21. Хидротехничке конструкције – други део, Грађевински факултет Универзитета у Београду, pp. 442, Београд, 2002.
22. Хидротехничке конструкције, примери примене I, друго издање, Збирка задатака (са др Душаном Радојевићем, дипл. грађ. инж.), Грађевински факултет Универзитета у Београду, pp. 232, Београд, 2005.
23. Хидротехничке конструкције, трећи део – бране, Грађевински факултет Универзитета у Београду, pp. 382, Београд, 2005.[6]
24. Хидротехничке конструкције, примери примене VI (са теоријом), друго издање. Збирка задатака (са др Владаном Кузмановићем, дипл. грађ. инж.), Грађевински факултет Универзитета у Београду, pp. 251, Београд, 2009.
25. Бране „Јава“ (Jawa) у Јордану, „Водопривреда“, vol. 42, бр. 1-3, стр. 107-119, Београд, 2010.[7]
26. Да ли је постојала брана „Кошејш“ (Kosheish) у Египту, „Водопривреда“, vol. 42, бр. 4-6, стр. 187-198, Београд, 2010.[8]
27. Брана „Кафара“ (Sadd el-Kafara) у Египту, „Водопривреда“, vol. 43, бр. 1-3, стр. 57-67, Београд, 2011.[9]
28. Почеци гравитационих бетонских брана - први део, „Водопривреда“, vol. 43, бр. 4-6, стр. 197-216, Београд, 2011.[10]
29. Одредница „Бране“ у Српској енциклопедији, том I, књига 2, САНУ и Матица српска, pp. 484–487, Завод за уџбенике Београд, 2012.
30. Почеци гравитационих бетонских брана - други део, „Водопривреда“, vol. 44, бр. 255-257, стр. 103-125, Београд, 2012.

### Студије, основни пројекти и идејна решења
1. Хидроелектрана “Бродарево” на Лиму, пројектовање и прорачун (1961) - лучна брана
2. Хидроелектрана “Добрун” на Белом Рзаву, пројектовање и прорачун (1962) - лучна брана “Склопови”
3. Хидроелектрана “Дубравица” на Дрини, пројектовање и прорачун (1964) - вишелучна брана
4. Хидроелектрана “Биоградско језеро” – пројектовање и прорачун (1969) - лучна брана
5. Хидроелектрана “Вашково” на Тари, пројектовање и прорачун (1969) - лучна брана
6. Хидроелектрана “Отиловићи” на Ћехотини, пројектовање и прорачун (1971) - лучна брана
7. Хидроелектрана “Мали Зворник” на Дрини, пројектовање и прорачун (1971) - проширење машинске зграде
8. Брана “Ћира-Пјура” (Перу), пројектовање и прорачуни (1971) - прелив и слапиште
9. Хидроелектрана “Велики Зворник” на Дрини, пројектовање и прорачуни (1975) - гравитациона брана, прелив са слапиштем, машинска зграда и темељни испуст
10. Хидроелектрана “Радујевац-Груја“ на Дунаву, пројектовање и прорачун (1975) - бетонска брана и прелив са слапиштем
11. Брана “Лазићи” на Белом Рзаву, пројектовање и прорачун (1975) - низводна ножица у облику бетонске бране висине 50 m
12. Брана на Драгачинској реци, пројектовање и прорачуни (1979 и 1980) - опточни тунел, водозахватна грађевина, затварачница, темељни испуст, прелив, брзоток и слапиште
13. “Нови Дуклов мост” на Зети, пројектовање и прорачуни (са Д. Јанићем, дипл. грађ. инж.) (1985) - канал, прелив и хидролошка станица на Зети
14. Брана “Горњак” (КНУ = 205 mnm) на Млави, пројектовање и прорачуни (1988) - бетонска брана, прелив, темељни испуст, слапиште, затварачнице, водозахват и опточни тунел
15. Брана “Горњак” (КНУ = 225 mnm) на Млави, пројектовање и прорачуни (1988) - бетонска брана, прелив, темељни испуст, слапиште, затварачнице, водозахват и опточни тунел
16. Брана “Градац” на Млави, пројектовање и прорачуни (1988) - бетонска брана, прелив, темељни испуст, слапиште, затварачнице, водозахват и опточни тунел
17. Брана “Бели Брег”, пројектовање и прорачуни (1988) - брана од каменог набачаја, шахтни прелив, темељни испуст, слапиште, затварачнице, водозахват и опточни тунел
18. Термоелектрана “Никола Тесла А” на Сави, пројектовање и прорачуни (1988) - санација слапишта и тунела расхладне воде
19. Снабдевање Аранђеловца водом до 2020. године, брана на Босути, пројектовање и прорачуни (са сарадницима) (1994) - опточни тунел, прелив, водозахват, затварачница, брзоток, слапиште и темељни испуст
20. Санација цевовода Хидроелектрана “Мушовића Ријека”, први део, стање цевовода (са сарадницима) (1995) - цевовод
21. Бочна померања ослонаца цевовода Хидроелектрана “Перућица”, први део – релативна померања (са сарадницима) (1996) - цевовод
22. Утврђивање стања бетонских конструкција цевовода Хидроелектрана “Перућица” (са сарадницима) (1995. и 1996) - блокови, потпоре и цевовод
23. Брана на Босути, пројектовање и прорачуни (са мр Д. Радојевићем) (1999) - земљана брана са глиненим језгром, шахтни прелив, одводни тунел, слапиште одводног тунела, темељни испуст, одвод воде за пиће, слапиште темељног испуста и затварачница

### Идејни пројекти
1. Брана “Бук Бијела” на Дрини, пројектовање и прорачун (1958) - узводни загат, опточни тунел, низводни загат и оптимизација тунела и загата
2. Брана на Тиси, прорачуни (1959) - стабилност бетонске бране, напонско стање и слегање тла испод бране и обални контрафори
3. Хидроелектрана “Јармук” (Сирија), пројектовање и прорачун (1959) - цевовод, потпоре и блокови
4. Хидроелектрана “Роге” на Великом Рзаву, пројектовање и прорачуни (1960) - лучна брана, лучна предбрана, опточни тунел, тунел под притиском, водостан, цевовод, машинска зграда, мост на Ђетини, а са М. Савићем, дипл.грађ.инж. прелив и брзоток
5. Мост на Вардару у Скопљу (са Д. Крајчиновићем, дипл. грађ. инж.) (1960) - мост
6. Брана “Бук Бијела” на Дрини, пројектовање и прорачун (са М. Константиновићем, дипл. грађ. инж.) (1961) - лучне бране висине 150 m и 120 m
7. Брана “Бук Бијела” на Дрини, пројектовање и прорачун за модел (са М. Константиновићем, дипл. грађ. инж.) (1961) - лучна брана
8. Хидроелектрана “Јармук” (Јордан), пројектовање и прорачуни 1964) - тунели под притиском
9. Хидроелектрана “Кириром” (Камбоџа), прорачуни (1964) - канал, мост и цевовод
10. Хидроелектрана “Мратиње” на Пиви, пројектовање и прорачун (1966) - лучна брана грађевинске висине 220 m
11. Хидроелектрана “Мали Зворник” на Дрини (за надвишење бетонске бране), пројектовање и прорачуни (1971) - неке ламеле бране
12. Хидро систем “Вади Кам” (Либија), прорачуни (1971) - преливи „Табрит“, „Дакар“, „Гу Гау“ и „Халуфа“
13. Брана “Вади Кам” (Либија), прорачуни (1971) - прелив, слапиште, шахтни прелив и потпорни зидови
14. Брана “Тајмиште” (у Македонији), прорачуни (1971) - опточни тунел, троструки шахтни прелив и излазна грађевина тунела
15. Брана “Доброшевац” на Дреници, пројектовање и прорачуни (са С. Бошковићем, дипл. грађ. инж. и М. Рашићем, дипл. грађ. инж.) (1971) - бетонски праг и слапиште
16. Брана на Тијанској реци код Гуче, контрола бране (1971) - гравитациона бетонска брана

### Главни и детаљни пројекти
1. Хидроелектрана “Јармук” (Сирија), пројектовање и статички прорачун (1960) - изведени: цевовод, потпоре и блокови
2. Хидроелектрана “Перућица”, пројектовање, хидраулички и статички прорачун (1961) - све је изведено: затварање неких понора у Никшићком пољу. лучна бетонска брана „Опачица“, прелив компензационог базена, мост преко канала „Зета 1", грађевине испред улаза у тунел и прелив у кориту Зете
3. Хидроелектрана “Бајина Башта” на Дрини, прорачуни (1962) - слегање испод бране на контакту шкриљац - мелафир
4. Хидроелектрана “Гуџранвала” (Западни Пакистан), пројектовање и прорачун (1962. и 1963) - све је изведено: низводни зидови, систем бунара, решење леве обале, а са С. Атанацковићем, дипл. грађ. инж. узводне и низводне санационе мере
5. Хидроелектрана “Бајина Башта” на Дрини, прорачуни (1963) – бакарни проводник у разводном делу (изведен)
6. Хидроелектрана “Абу Али”, прорачун (1963) – разделник цевовода
7. Спровођење цевовода утискивањем кроз труп железничке пруге Београд – Скопље, на km 353+805, пројектовање и прорачун (1964) – цевовод (изведен)
8. Хидроелектрана “Бајина Башта” на Дрини, прорачуни (1964) – плоче и ребра ламела 14, 15, 16 17 и 18 (изведено)
9. Брана “Полемидија” (Кипар), прорачун (1964) – тунел (изведен)
10. Брана “Аја марина” (Кипар), пројектовање и прорачуни (1964. и 1965), све је изведено – прелив, брзоток, узводна и низводна грађевина са тунелом са водозахватом и затварачница
11. Брана “Помос” (Кипар), пројектовање и прорачуни (1964. и 1965), све је изведено – мост за приступ затварачници, кула затварачнице, излазна грађевина темељног испуста, бочни прелив, мост над бочним преливом, сабирни канал и брзоток са слапиштем
12. Хидроелектрана “Ђердап I” на Дунаву, комплетан пројект седам југословенских поља (статички прорачун др В. Врачарић, дипл. грађ. инж) (1966. и 1967), све је изведено – преливна брана и цилиндрично слапиште
13. Ерозија корита Дунава низводно од бране “Ђердап I” (са Ј. Вучетић, дипл. грађ. инж.) (1967) - хидраулички прорачуни
14. Зграде “Института Г. Н. М.” (Кувајт), пројектовање и прорачуни (1967), све је изведено – стамбене зграде, кухиња и гимнастичке дворане
15. “Учитељски дом” (Кувајт), прорачун (1968), све је изведено – зграда и олимпијски базен
16. Зграда нове штампарије РО “Савремена администрација” на Бањици, прорачун (1968). изведена -зграда штампарије
17. Хидроелектрана “Роге” (насута брана) на Великом Рзаву, прорачун (1969) – доводни тунел
18. Брана “Гран Шит” (Гвинеја), прорачун (1969) – гравитациона бетонска брана
19. Хидроелектрана “Чифлик”, прорачун (1970) – прелив, брзоток, слапиште и опточни тунел
20. Хидроелектрана “Фираја”, прорачун (1970) – опточни тунел
21. Брана “Власотинце”, прорачуни (1971) – опточни тунел са ски-скоком, евакуатор, затварачница и шахтни прелив
22. Брана “Тајмиште”, пројектовање и прорачуни (1973) – тунел шахтног прелива (изведен), троструки шахтни прелив и излазна грађевина тунела (изведена)
23. Лицитациона документација за брану “Отиловићи” (1976) – лучна брана и опточни тунел
24. Канал Мркошница у Никшићком пољу, пројектовање и прорачуни (1978) – канал (делимично изведен), мост испод пута Подгорица-Никшић, каскаде (неке су изведене) и бочни улив у канал „Зета 1" (изведен)
25. Санација изведеног тунела “Тајмиште”(1978) - тунел
26. Брана “Радоњић” на Бецкој реци код Ђаковице, пројектовање и прорачун (1979. и 1980), све је изведено –водозахвати и цевовод за воду за пиће, затварачница и водозахватна кула, приступни мост затварачници, улазна грађевина тунела са захватом воде за наводњавање и тунел за одвођење воде за наводњавање
27. Брана “Крупац” у Никшићком пољу, пројектовање и прорачун (1980), све је изведено – мост до затварачнице, улазна грађевина тунела водозахвата и кула затварачнице
28. Брана “Радоњић” на Бецкој реци код Ђаковице, пројектовање и прорачун (1980. и 1981), изведено – приступни тунел, низводна затварачница, умирујући базен, бочни прелив и затварачница на улазу у канал; није изведен брзоток са ски-скоком и умирујућим базеном
29. Брана “Грахово” код Грахова, пројектовање и прорачуни (1981), све је изведено – прелив, брзоток, затварачница у телу бране, приступна галерија затварачници, захват и одвод воде за пиће и наводњавање и темељни испуст са умирујућим базеном
30. Акумулација “Гараши”, пројектовање и прорачуни, санација (1981) – бочни прелив, сабирни канал и брзоток
31. Акумулација на Драгачинској реци, пројектовање и део прорачуна (1981) – водозахватна кула са узводном затварачницом, приступни мост, опточни тунел, улазна грађевина, низводна затварачница, умирујући базен, темељни испуст, прелив са мостом, слапиште и брзоток са ски-скоком
32. Брана “Кошарна” код Младеновца, санација, пројектовање и прорачуни (1981) – прелив, брзоток и слапиште
33. “Ватрена брана”, пројектовање и део прорачуна (1981) – темељни испуст са затварачницом, канал и брзоток
34. Санација канала “Зета II”, пројектовање и прорачуни (са Д. Јанићем, дипл. грађ. инж) (1984) – канал и прелив
35. Пројекти техничког осматрања Хидросистема “Перућица” (у Црној Гори), са сарадницима (1995. и 1996) – лучна бетонска брана „Ливеровићи“, насута брана „Крупац“, насута брана „Слано, насута брана „Вртац“, цевовод и машинска зграда Хидроелектрана „Перућица“
36. Утврђивање тачног положаја цевовода Хидроелектрана “Перућица” између блокова Т3/Т4 и Т6, (са сарадницима) (1999) – потпоре цевовода од блока Т3/Т4 до блока Т5 и даље до блока Т6

### Надзор и извођење
1. Хидроелектрана “Перућица”, надзор над извођењем разних хидротехничких грађевина у Никшићком пољу (1961)
2. Хидроелектрана “Гуџранвала” (Западни Пакистан): надзор и извођење свих санационих грађевинских радова, и надзор над инјектирањем низводне завесе од на лицу места прављених шипова (од песка у терену и цемента) (1962-1963)
3. Брана “Аја марина” (Кипар): довршење насуте бране, довршење тунела, инјектирање тунела, улазна и излазна грађевина тунела, прелив и брзоток (1964—1965)
4. Брана “Помос” (Кипар): довршење насуте бране, довршење улазне и излазне грађевине тунела са шахтовима, цевовод за наводњавање, куле затварачнице, мост до куле затварачнице, бочни прелив, сабирни канали (1964—1965)
5. Зграде “Института Г. Н. М.” (Кувајт): две гимнастичке дворане са базенима, две школе; санациони радови на: две стамбене зграде, делу кухиње, делу позоришта (1967—1968)

## Монографије
1. Миладин Пећинар (1983–1973), чланак у књизи „Развој науке у области грађевинарства и геодезије у Србији“, Грађевинска књига, pp. 550–562, Београд, 1996.
2. Миладин М. Пећинар (1983–1973), чланак у књизи „Живот и дело српских научника“, књига 9, (са др Мирком Ј. Мелентијевићем, дипл. грађ. инж.), Српска академија наука и уметности, pp. 127–159, Београд, 2004.
3. Миладин М. Пећинар (1983–1973), чланак у књизи М. Пећинара: „Од Србије до Југославије“ (са др Мирком Ј. Мелентијевићем, дипл. грађ. инж.), Институт за водопривреду „Јарослав Черни“, pp. 206–247, Београд, 2004.
4. Lives and work of the Serbian scientists, Miladin Pećinar (1893-1973; са др Мирком Мелентијевићем), Serbian Academy of Sciences and Arts, Belgrade, 2006